# ГЕС-ГАЕС Альдеадавіла
ГЕС-ГАЕС Альдеадавіла (ісп. Presa de Aldeadávila) — гідроелектростанція на заході Іспанії, на прикордонній з Португалією ділянці річки Дуеро. Знаходячись між ГЕС Бемпоста (вище по течії) та ГЕС Саусельє, входить до складу каскаду на Дуеро, що є найбільшою на північному заході Піренейського півострова та впадає в Атлантичний океан вже на португальській території.
Для роботи станції річку перекрили арково-гравітаційною греблею висотою 140 метрів, довжиною 250 метрів та товщиною від 7 до 45 метрів, на спорудження якої пішло 848 тис. м3 матеріалу. Вона утримує сховище площею поверхні 3,6 км2 та об'ємом 114 млн м3 (корисний об'єм 57 млн м3).
У 1962—1963 роках ввели в експлуатацію підземний машинний зал розмірами 139х19 метрів при висоті 40 метрів, споруджений у лівобережному гірському масиві. Його обладнали шістьма турбінами типу Френсіс потужністю по 120 МВт, що працюють при напорі у 140 метрів.
В 1986-му дещо вище розташували другий, так само підземний, машинний зал, турбіни якого використовують напір у 138 метрів. При цьому станції додатково надали функцію гідроакумуляції (як нижній резервуар використовується водосховище ГЕС Саусельє), встановивши дві оборотні турбіни типу Френсіс загальною потужністю 428 МВт у турбінному та 421 МВт у насосному режимах. Це перетворило ГЕС Альдеадавіла на найпотужнішу в Іспанії та довело її річну виробітку до 2,4 млрд кВт·год.
Зв'язок з енергосистемою відбувається по ЛЕП, що працюють під напругою 220 та 400 кВ.